# 司马矩
司马矩（？—291年），字延明，河内郡温县（今河南省焦作市温县）人，追尊晋宣帝司马懿之孙，太宰、录尚书事、汝南文成王司马亮次子，西晋宗室、官员。

## 生平
司马矩大哥司马粹早逝，所以被册拜为汝南王世子，担任屯骑校尉。永平元年（291年）六月，司马矩与父亲司马亮同时被害，朝廷追赠典军将军，谥号怀王，司马矩的儿子司马祐被册立为汝南王。